# Stazione marittima di Salerno
La stazione marittima di Salerno è il terminal crociere della città. È ubicata sul Molo Manfredi del porto di Salerno ed è direttamente collegata con Piazza della Libertà, il Crescent ed il lungomare cittadino.

## Storia
(Vincenzo De Luca)

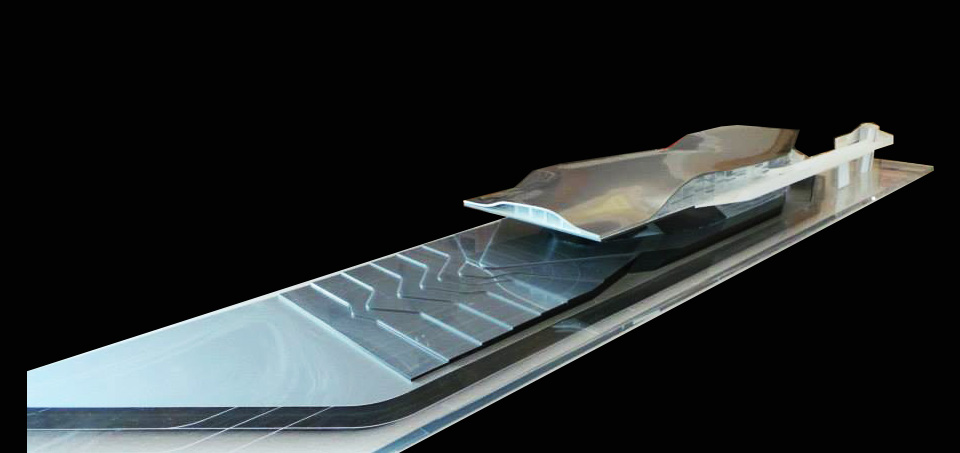
Il plastico della stazione marittima

A partire dalla fine degli anni '90 a Salerno si sentì la necessità di dotarsi di una nuova struttura che potesse accogliere l'allora modesto flusso di croceristi, da posizionare nell'area del molo Manfredi all'interno del porto cittadino che, secondo il Piano Regolatore, doveva essere adibito al settore turistico e al traffico crocieristico.

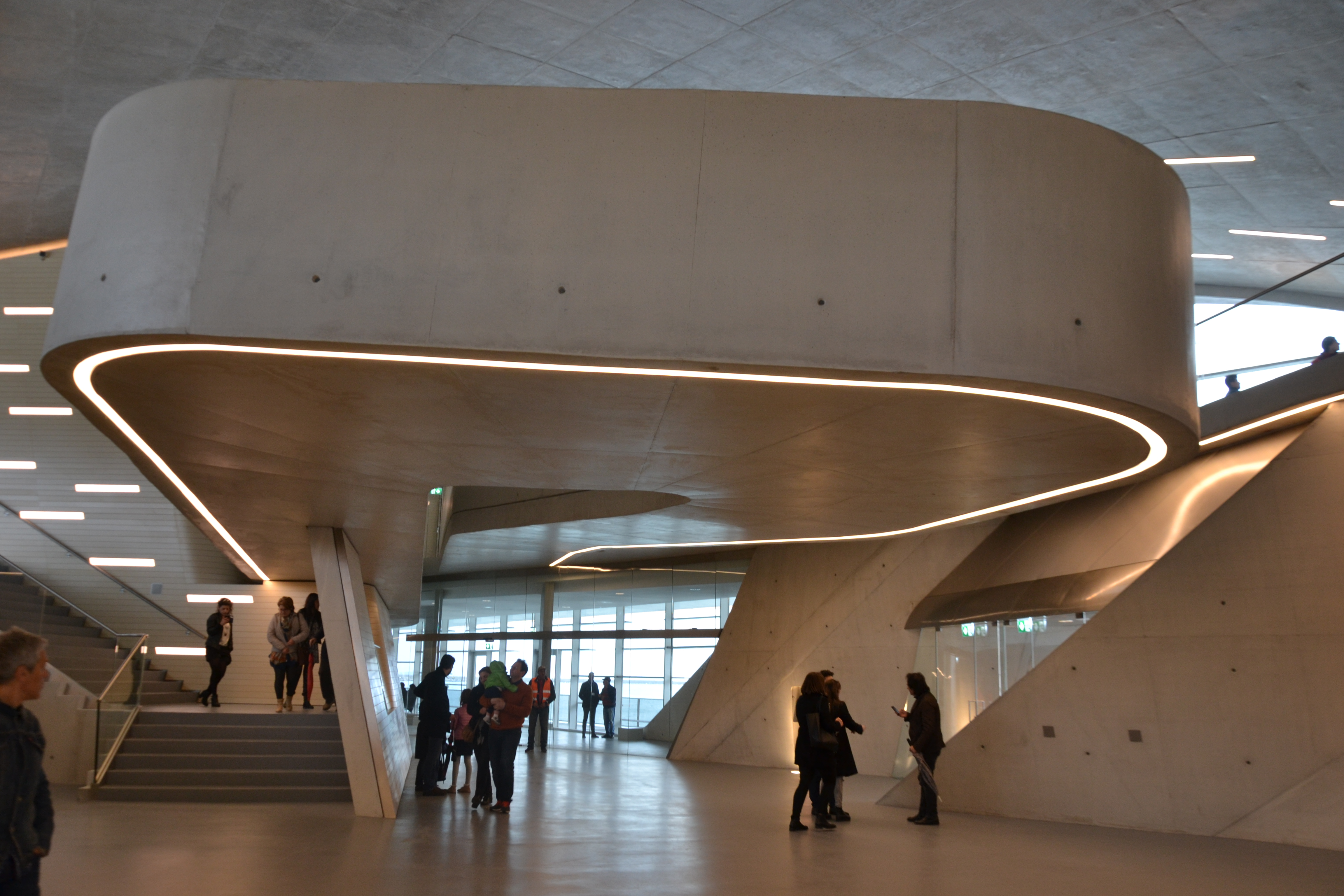
L'interno del terminal

Nel 1999 fu indetto dal Comune di Salerno un concorso internazionale di idee che fu vinto dallo studio dell'architetto anglo-irachena Zaha Hadid. Dopo la stesura del progetto esecutivo nel marzo 2005 i lavori furono appaltati all'Ati Socome Cm Costruzioni che dopo soli due anni retrocesse il contratto non essendo riuscita a completare l'opera. Nel dicembre 2009, dopo una nuova gara, il cantiere fu affidato all'Ati Passarelli S.p.A. - CO.MI S.r.l per un importo di circa 8 milioni di €. Dopo anni di alterne vicende e di lavori proceduti a singhiozzo il terminal marittimo è stato inaugurato il 25 aprile 2016, a poche settimane dalla morte di Zaha Hadid. Nell'occasione Stefano Boeri ha tenuto una lectio commemorativa presso il teatro Verdi, con interventi di numerose personalità tra cui Patrik Schumacher, direttore dello studio Hadid e Pio Baldi, ex presidente del MAXXI. Il 24 aprile il presidente del Consiglio dei Ministri Matteo Renzi ha fatto visita alla struttura non potendo partecipare all'inaugurazione ufficiale il giorno successivo.

## Architettura
(Paola Cattarin)

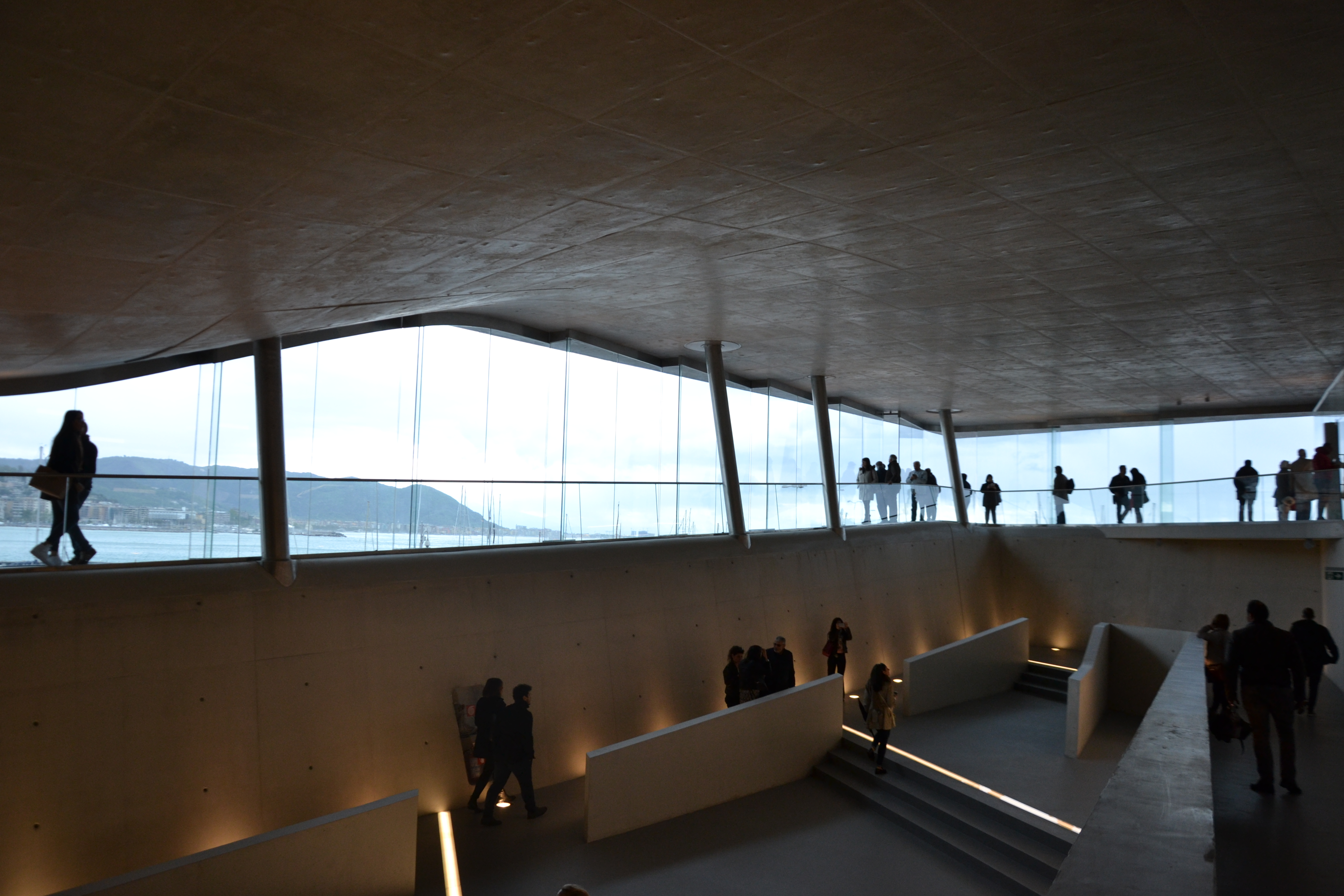
Vista sull'area bagagli

Lo studio Hadid ha definito l'opera come "un'ostrica con un guscio duro esterno che racchiude elementi fluidi e morbidi all'interno; una copertura "temprata" che costituisce uno scudo protettivo dall'intenso sole del Mediterraneo". Con le sue linee sinuose il terminal sancisce il passaggio dalla terra al mare, dal solido al liquido sia esteticamente che funzionalmente, rafforzando l'intima relazione tra la città e il fronte di mare attraverso un disegno innovativo. Già dal primo contatto con questo elemento artificiale scultoreo, i passeggeri sono sottilmente guidati per la lunghezza del terminale attraverso tre punti focali: la biglietteria, il ristorante e la sala d'attesa i quali forniscono punti di orientamento naturali. La stazione si sviluppa su una superficie di 4.500 m² distribuiti su due livelli divisi in tre blocchi connessi tra di loro: gli uffici amministrativi, il terminal per i traghetti e quello per le navi da crociera. Di notte la stazione, con la sua illuminazione, funge da ideale faro per l'antico porto. Le ampie vetrate garantiscono viste particolarmente belle sulla costiera amalfitana e la città di Salerno.

## Traffico
L'autorità portuale prevede di poter avere 2 navi da crociera di grandi dimensioni attraccate contemporaneamente al molo Manfredi per un totale annuo di n. 150 navi e circa mezzo milione di croceristi.

## Servizi
La stazione marittima di Salerno ha l'importante finalità di offrire e coordinare una serie di servizi collegati al traffico crocieristico, tra cui:
- servizio portabagagli;
- ufficio informazioni;
- servizio taxi ed autonoleggio;
- servizio di navette per il centro città;
- punto ristoro;
- servizi telefonici;
- box per agenzia di viaggio turistica e marittima;
- area per controlli da parte di dogana;
- finanza e polizia;
- manifestazioni artistiche.

## Riconoscimenti
Nel 2013 il Ministero dei beni e delle attività culturali e del turismo ha iscritto la stazione marittima nel selezionato novero degli interventi architettonici d'alta qualità.
Nel 2017 si aggiudica il premio "Excellence in Design" dell'American Institute of Architects e il premio della giuria degli A+Awards 2017 di Architizer.

## Galleria d'immagini

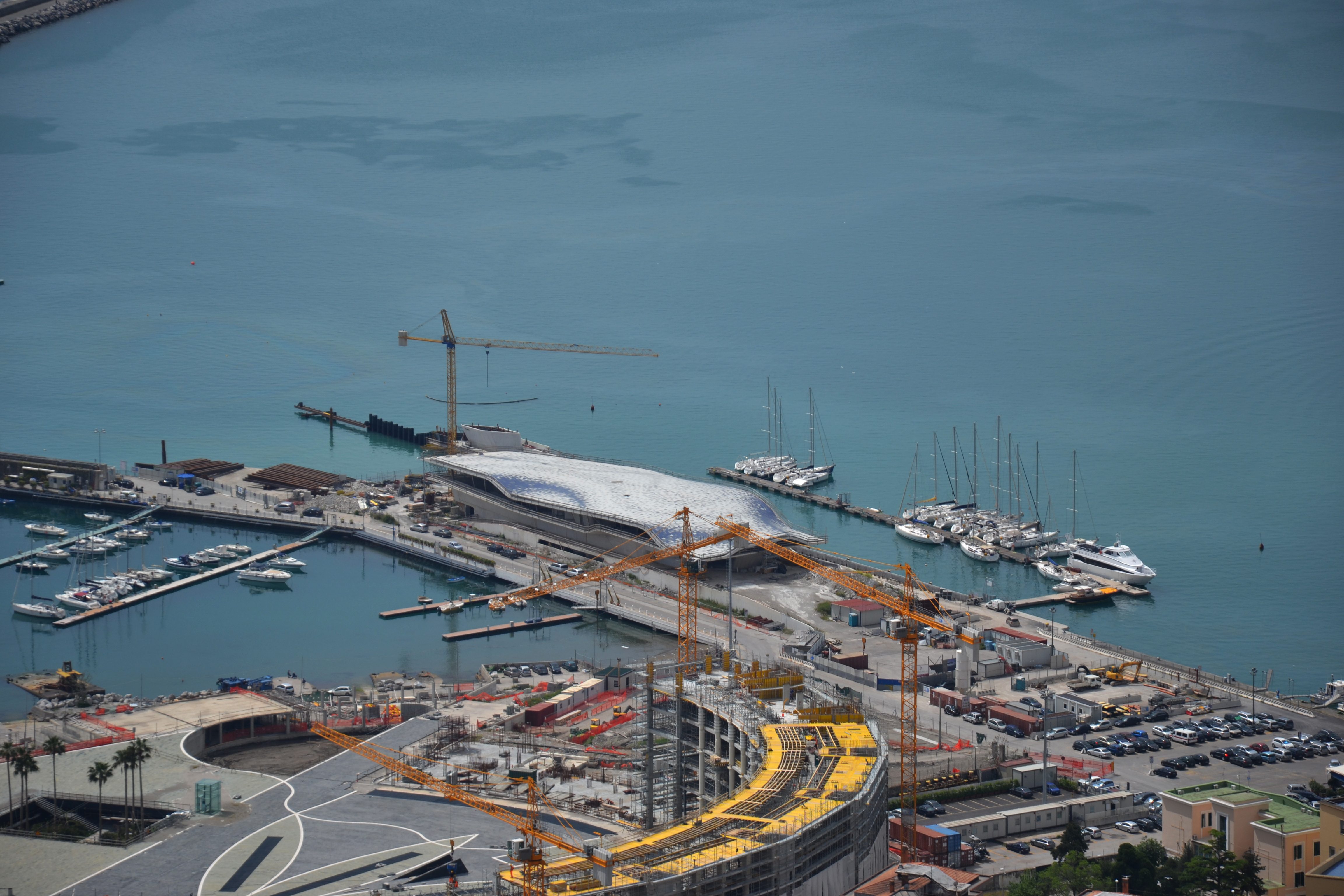
Stazione marittima, aprile 2013